# Dreesmann-museum
Het Dreesmann-museum was een museum dat de verzameling Amsterdamica van Willem Dreesmann (1885-1954) tentoonstelde. Het museum was gevestigd in een uit 1911 stammende villa in de Johannes Vermeerstraat, dat voor de Tweede Wereldoorlog als woonhuis van de familie Dreesmann gediend had.

## Collectie

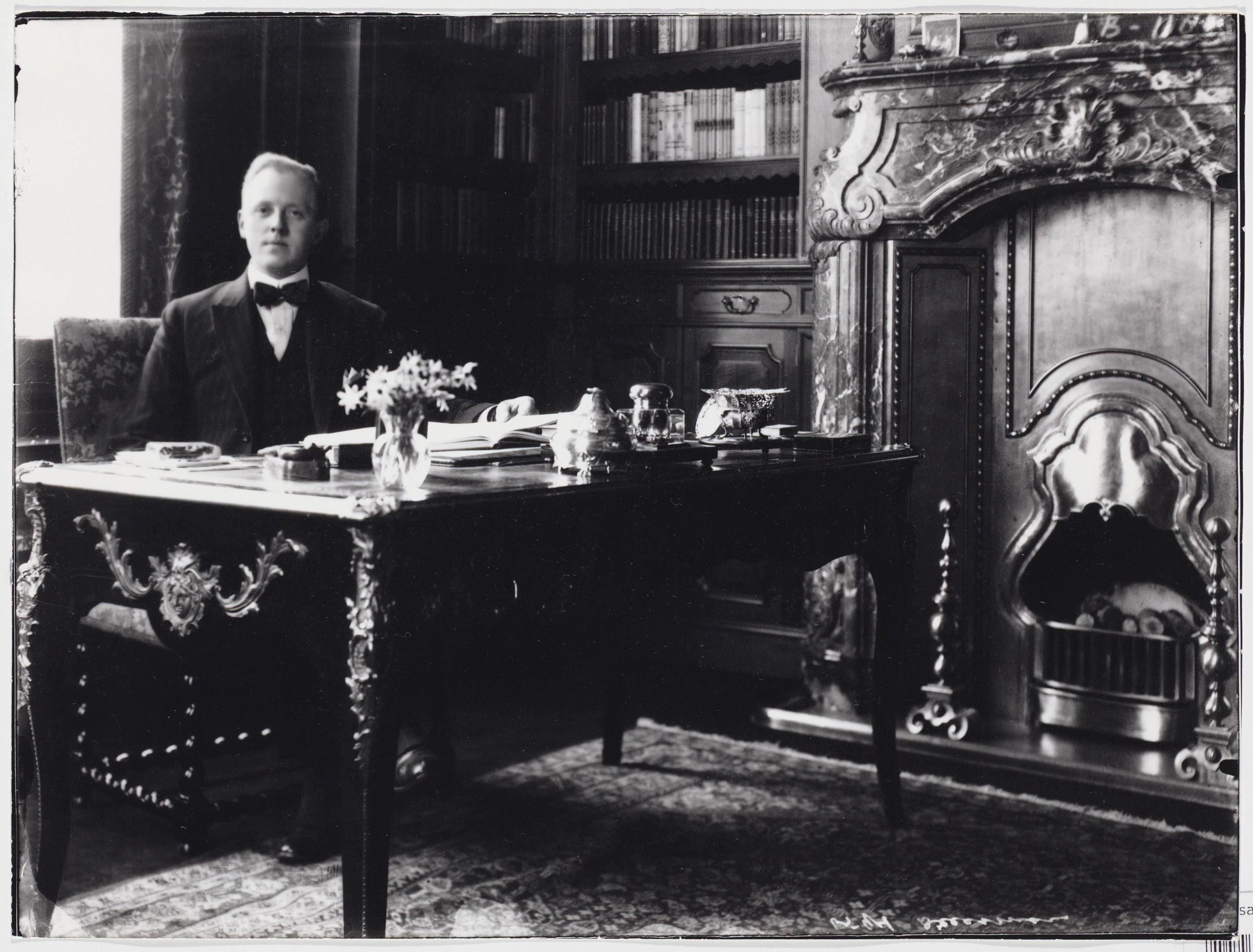
Willem Dreesmann in zijn woonhuis in de Johannes Vermeerstraat, rond 1920. Foto van Jacob Merkelbach

Willem Dreesmann was een telg uit een bekende warenhuisfamilie, die zich al voor de oorlog bezighield met het verzamelen van kunstvoorwerpen die betrekking hadden op de stad Amsterdam. Naast veel topografisch werk bestond de collectie uit schilderijen, tekeningen, grafiek en boeken met betrekking tot Amsterdam. Daarnaast bevatte de verzameling diverse klokken, muziekinstrumenten, munten, porselein en andere parafernalia.

## Museum
De collectie bleef ook na de verhuizing in 1939 van de familie Dreesmann naar de Diepenbrockstraat in het pand in de Vermeerstraat. Tijdens de Tweede Wereldoorlog werd het pand door de Duitse bezettingsmacht gevorderd. De collectie is in die periode vijf keer verhuisd, maar heeft de oorlog behoorlijk ongeschonden overleefd. (2500 werken uit de zgn. Vondelboekerij zijn in het ongerede geraakt) Na de oorlog keerde de verzameling terug in de Vermeerstraat. Dreesmann besloot de verzameling in 1950 voor het publiek open te stellen, en op 25 november opende burgemeester d'Ailly het Dreesmann-museum.

## Sluiting en voortbestaan
Willem Dreesmann overleed in 1954. Zijn familie was niet bijster geïnteresseerd in de collectie en liet deze in maart 1960 bij het veilinghuis Frederik Muller & Co. veilen. De opbrengst was zo'n 4 miljoen gulden. Het grootste deel is opgekocht door het gemeentearchief Amsterdam, die het tot op de dag van vandaag als de Atlas Dreesmann bewaart. Andere delen kwamen terecht bij voorlopers van het Amsterdams Historisch Museum en bij het Stedelijk Museum.
Het gebouw is in 1961 verbouwd en in gebruik genomen als kunsthistorisch instituut van de Universiteit van Amsterdam. Sedert 1991 fungeert het gebouw als hoofdzetel van het Nederlands Tijdschrift voor Geneeskunde.